# 협동당
협동당(協同黨, 영어: Co-operative Party)은 협동조합의 가치와 원칙을 지지하는 영국의 사회민주주의 정당으로 1917년에 설립되었다. 협동당은 협동조합 기업의 공정한 대우와 협동조합원의 원내 입성을 추구하는 협동조합 단체의 노력으로 창당되었다. 협동당의 뿌리는 1881년 설립된 영국협동조합연맹 의회위원회에 두고 있다.
1927년부터 협동당은 노동당과 선거협약을 맺고, 상대가 출마하는 선거구에는 서로 후보를 내지 않는다는 원칙을 지켜오고 있다. 그 대신 양당 의원들이 지명한 단일 후보들을 '노동협동당'이란 소속명칭으로 선거에 출마시키고 있다. 협동당은 법적으로는 노동당과는 독립된 주체이며, 영국 선거위원회에도 하나의 정당으로 등록되어 있다. 그러나 협동당 소속 의원들은 노동당이나 북아일랜드의 지역당인 사회민주노동당을 제외한 다른 정당으로 당적을 옮길 수 없도록 되어 있다.
현재 협동당의 하원 내 의석수는 37석으로, 하나의 정당으로 친다면 원내 제3당이 된다. 하지만 노동당 교섭단체에 속하며 함께 움직이기 때문에 이를 애써 구분하는 경우는 거의 없다. 하원 외에도 상원, 스코틀랜드 의회, 웨일스 의회, 런던 의회, 그리고 각 지방의회에도 의석을 차지하고 있다.
협동당은 협동조합의 가치와 원칙을 지킨다는 명목 하에, 다른 정당과 같은 당대표를 따로 두고 있지 않다. 대신에 전국상임위원회 의장으로 개러스 토머스가, 총서기장으로 클레어 매카시가, 협동당 원내의원모임 의장으로 게이븐 슈커가 활동하고 있다.

## 역대 선거 결과
상술하였듯, 1927년 이래 협동당 출신 의원은 모두 '노동협동당' 소속이 되며, 노동당 소속 의원으로 취급된다.
| 선거    | 의석수   | 증감 | 정권                         |
| ------- | -------- | ---- | ---------------------------- |
| 1918    | 1 / 707  | 1    | 연합자유당–보수당            |
| 1922    | 4 / 615  | 3    | 보수당                       |
| 1923    | 6 / 625  | 2    | 노동당 소수내각              |
| 1924    | 5 / 615  | 1    | 보수당                       |
| 1929    | 9 / 615  | 4    | 노동당 소수내각              |
| 1931    | 1 / 615  | 8    | 국민노동당–보수당–자유당     |
| 1935    | 9 / 615  | 8    | 보수당–국민노동당-자유국민당 |
| 1945    | 23 / 640 | 14   | 노동당                       |
| 1950    | 18 / 625 | 5    | 노동당                       |
| 1951    | 16 / 625 | 2    | 보수당                       |
| 1955    | 19 / 630 | 3    | 보수당                       |
| 1959    | 16 / 630 | 3    | 보수당                       |
| 1964    | 19 / 630 | 3    | 노동당                       |
| 1966    | 18 / 630 | 1    | 노동당                       |
| 1970    | 15 / 630 | 2    | 보수당                       |
| 1974.2  | 14 / 635 | 1    | 노동당 소수내각              |
| 1974.10 | 14 / 635 | 보합 | 노동당                       |
| 1979    | 17 / 635 | 3    | 보수당                       |
| 1983    | 7 / 650  | 10   | 보수당                       |
| 1987    | 9 / 650  | 2    | 보수당                       |
| 1992    | 14 / 651 | 5    | 보수당                       |
| 1997    | 28 / 659 | 14   | 노동당                       |
| 2001    | 30 / 659 | 2    | 노동당                       |
| 2005    | 29 / 646 | 1    | 노동당                       |
| 2010    | 28 / 650 | 1    | 보수당–자유민주당            |
| 2015    | 24 / 650 | 4    | 보수당                       |
| 2017    | 37 / 650 | 12   | 보수당 소수내각              |